# Музей древностей Голан
Музей древностей Голан (Археологический музей Голан, ивр. מוזיאון עתיקות הגולן‎ — Атикот а-Голан) — исторический музей в городе Кацрин на севере Израиля.
В музее представлены четыре тематические экспозиции:
- доисторический и хананейский периоды
- экспонаты времен Первого Храма
- экспонаты времен Второго Храма
- предметы древних синагог времен Второго Храма

Есть отдельная коллекция всевозможных исторических документов, скульптур и других произведений искусства.
В одной из комнат музея построена модель города Гамла и там же демонстрируется исторический фильм. Там же экспонируются археологические находки, сделанные в Гамле — каменные ядра, наконечники стрел, монеты и др.